# 장진호 전투
장진호 전투(長津湖戰鬪), 또는 장진 저수지 전역, 장진 저수지 전투는 6.25전쟁의 결정적 전투 중 하나로 미국 해병대 제1해병사단이 주축이 된 유엔군과 중국인민지원군이 장진호 및 장진군 일대에서 벌인 전투이다. 미국을 비롯한 서구 각국은 이 전투의 지명을 장진이 아닌 "초신"(chosin)이라고 부르는데 이는 장진(長津)의 일본어 발음에 의한 것이다. 유엔군은 제2차 세계 대전이 끝날 때인 1945년, 일본어로 작성된 지도에 의존하고 있었기 때문에 장진이라는 지명도 이런 방식으로 발음하게 되었다. 중국이 한국 전쟁에 참여한 이후, 중국인민지원군 제9병단이 북한 북동쪽으로 침투했다.
1950년 11월 27일, 중국 제9병단은 장진호 지역에서 에드워드 알몬드가 이끄는 미국 제10군단을 기습공격했다. 혹독한 겨울에 잔혹한 17일 간의 전투가 벌어졌다. 11월 27일부터 12월 13일까지 30,000명의 유엔사령부 병력이 올리버 P. 스미스 소장의 지휘를 받고 있었지만 이들은 곧 포위되었고, 마오쩌둥의 유엔군 격파 지시를 받은 쑹스룬이 이끄는 약 120,000명의 중공군이 이들을 공격했다. 유엔군은 이러한 상황에도 불구하고 철수를 위해 싸움을 이어나갔으며 중공군의 사상자를 늘려가며 포위를 돌파했다. 제10군단의 흥남 철수 작전이 유엔군의 북한 철수의 마지막 단계였다. 해병대가 철수에 성공할 수 있었던 이유는 동쪽에서 중공군의 예봉을 맡은 제31연대전투단(페이스 특수임무부대)의 역할이 컸다. 제31연대전투단(페이스 특수임무부대)이 희생을 치르며 시간을 버는 동안, 서쪽의 해병대는 포위되지 않을 수 있었다. 중공군은 유엔군을 북한 동북부에서 몰아내는데 성공했으나 큰 피해를 입었다.

## 배경

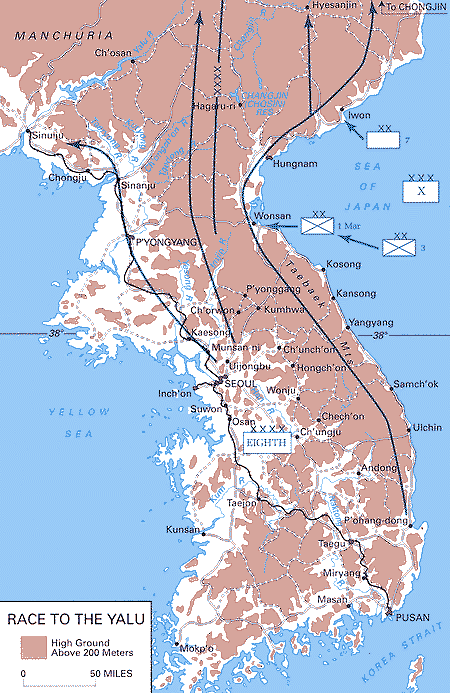
유엔군이 압록강 쪽으로 진격하는 것을 보여주는 지도. 1950년 9월 말 인천 상륙 작전과 서울 수복의 성공으로 한국군과 유엔군은 10월 1일 38선을 돌파했고, 이후 국경 지대를 향해 경쟁적으로 진격했다.

1950년 중반, 미국 제10군단의 인천 상륙 작전의 성공과 조선인민군의 연속적인 궤멸 이후 한국 전쟁은 끝난 것처럼 보였다. 유엔사령부는 북한과 남한을 1950년이 끝나기 전에 통일할 의도로 북한 지역으로 빠르게 진격했다. 북한은 통과가 어려운 태백산맥을 중심으로 나누어지는데, 이는 유엔군을 2개의 집단으로 나누는 원인이 되었다. 미국 제8군은 한반도 서해안을 따라 북한으로 진격했고, 대한민국 제1군단과 미국 제10군단은 동해안을 따라 진격했다.
이 무렵 중화인민공화국은 유엔군에 몇 번 경고를 보낸 이후 분쟁에 개입했다. 1950년 10월 19일, 대규모의 중공군 부대가 중국인민지원군이라는 이름 하에 몰래 국경을 넘어 북한 지역으로 들어왔다. 장진호에 도착한 첫 부대는 중국인민지원군 제42야전군으로 이 부대의 임무는 동해안을 따라 진격하는 유엔군의 공세를 막는 것이었다. 10월 25일 진격 중이던 대한민국 제1군단이 장진호 남쪽의 황초령에서 중공군과 만났다. 원산에 상륙한 이후 제10군단의 미국 제1해병사단은 제124사단과 11월 2일 전투를 벌였고, 이 격렬한 전투로 중공군은 많은 사상자가 발생했다. 11월 6일, 중국인민지원군 제42야전군은 유엔군을 장진호로 유인하기 위해 북쪽으로 철수하라는 명령을 내렸다. 11월 24일, 제1해병사단은 장진호 동쪽의 진흥리를 점령했고, 서쪽의 유담리도 점령했다.
제8군 구역에서 중공군의 기습 공격이 벌어지자 더글라스 맥아더 장군은 제8군에게 크리스마스 공세를 개시하라는 명령을 내렸다. 공세를 지원하기 위해, 맥아더는 제10군단에게 장진호 서쪽을 공격하고 만포진-강계-희천 보급선을 차단하라고 지시했다. 이에 화답하여 에드워드 알몬드 장군은 11월 21일 계획을 수립했다. 미국 제1해병사단이 유담리를 통해 서쪽으로 진격하는 한편, 미국 제7보병사단이 진흥리 우측방을 방호하기 위해 연대 전투단을 제공하기로 되어 있었다. 미국 제3보병사단은 후방의 치안을 확보하는 한편 서측방을 방호하기로 했다. 이로 인해 제10군단의 전선은 643km의 길이로 얇아졌다.
해병대의 원산 상륙으로 놀란 이후, 중국 공산당의 제1대 주석 마오쩌둥은 전보를 통해 중국인민지원군 제9병단의 쑹스룬에게 대한민국 수도기계화보병사단, 대한민국 제3보병사단, 미국 제1해병사단, 그리고 미국 제7보병사단의 즉각적인 파괴를 요구했다. 마오쩌둥의 긴급 명령으로, 제9병단은 11월 10일 북한으로 들이닥쳤다. UN 첩보망에 감지되지 않은 채, 제9병단은 11월 17일 장진호로 조용히 입성했고, 제20야전군이 제9병단을 지원하는 유담리 인근의 제42야전군을 구출했다.

## 서막

### 날씨, 지형과 지리
장진호는 한반도 북동쪽에 위치한 인공저수지이다. 영어식 지명인 Chosin은 우리나라의 장진군을 일본식으로 읽은 것으로, 이는 유엔군이 사용하던 오래된 일본식 지도로 인해 이 이름이 굳어졌기 때문이었다. 전투의 주요 전장은 흥남과 장진호를 잇는 126km 길이의 도로 주변으로, 이는 유엔군의 유일한 탈출로이기도 했다. 도로가 통과하는 지점에 위치한 유담리와 신흥리는 각각 장진호 서쪽과 동쪽에 위치하고 있었으며 이들은 하갈우리로 이어졌다. 이곳에서 도로는 고토리를 거쳐 진흥리로 이어졌고, 이 도로의 종착지는 흥남 항구였다. 장진호 인근은 인구가 매우 많지 않았다.
전투는 한국 전쟁의 가장 혹독한 겨울 날씨 상황에서 벌어졌다. 도로는 한국의 산악 지형을 뚫고 만들어졌으며 가파른 경사와 골짜기로 이루어졌다. 황초령과 덕동고개와 같은 주요 고지가 도로 전체를 감제하고 있었다. 도로의 사정은 열악했고, 몇몇 구간에서는 도로가 일차선이었다. 1950년 11월 14일 시베리아에서 내려온 한랭전선이 장진호 전체를 뒤덮었고, 이에 따라 기온이 영하 37도까지 내려갔다. 추운 날씨는 땅을 얼게 만들었고, 이로 인해 미끄러운 도로와 동상자 발생, 무기 오작동의 위험도 수반하게 되었다. 모르핀 역시 부상자들에게 투여하려면 얼지 않도록 해야 했다. 냉동 액체는 전장에서 아무런 쓸모가 없었으며 부상을 치료하기 위해 천을 찢는 것은 괴저와 동상의 위험이 있었다. 지프와 라디오를 이용하는 진지들은 온도가 낮아져 제대로 기능하지 못했다. 총기의 윤활유는 젤리처럼 변했고 전투에서 총을 쓰는 것도 어려웠다. 격발 핀의 용수철도 총탄을 원활하게 발사하지 못하거나 걸리적거리는 경우도 있었다.

## 전투

#### 11월 2일 수동(水洞) 전투
함흥 북방 수동 일대에서 미국 제1해병사단 7연대 1대대와 북한의 수도 평양에서부터 후퇴한 인민군 344전차대대 잔존 병력과 전투가 벌어졌다. 전투 중 일부 중공군 포로를 발견해 중공군
이 한국 전쟁에 개입한다는 첩보가 사실로 확인되었다. 당시 동경의 극동 사령부 (FEC, Far East Command)는 CIA와 기타 정보기관의 거듭된 경고에도, 압록강에서 160km 후방인 수동에서 발견된 중공군은 소수의 지원병일 것이라고 추측하고 정보참모 윌로비 (Charles A. Willoughby) 소장을 통해 11월 3일 16,500명에서 34,000명 가량의 중공군이 북한 지역에 들어와 있다고 발표하였다. 하지만 중공군은 그 시점에서 제 9병단의 12개 사단과 제 13병단의 18개 사단, 대략 30만명이 이미 북한에 들어와 있었다. 제 7연대는 수동 전투 이후 진흥리까지 진출하는데 꼬박 닷새를 보냈고, 3,000 명의 연대 병력 중 전사 50명, 부상 200명의 피해를 입었고 중공군은 1,500명이 전사한 걸로 파악하고 있었다.

### 포위기동의 북쪽 날개

#### 11월 7일 ~ 11월 26일
7연대 병력은 별다른 전투없이 11월 7일 황초령 문턱에서부터 15일에는 장진호 남단 하갈우리를 거쳐, 25일에 장진호 서편 유담리에 진출하였다. 26일에는 7연대는 장진호를 중심으로 서쪽, 5연대는 하갈우리 북방, 1연대는 후방을 담당하는 형태로 배치되었다. 이 기간 동안 스미스 사단장은 하갈우리에 보급품을 비축과 야전활주로 건설을 지시하였다. 한편, 서부전선에서 중공군은 11월 24일에 제 4야전군 예하 13 병단(약 18만명)과 제 3야전군 예하 9병단(12만명)을 미 8군 전면과 미 10군단 제1해병사단 전면에 배치하였고 11월 25일에는 미 8군의 우측을 공격하여 한국군 2군단이 붕괴될 위기에 처하였다. 또한 미 2 보병사단도 공격을 받아 당일에만 4,000 여명의 병력과 사단 포병장비도 대부분 잃었다.

### 중공군의 포위

#### 11월 27일

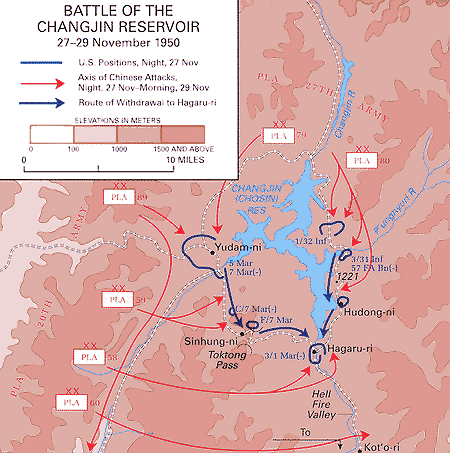
장진호 전투의 중공군 공격

10군단장 알몬드 소장의 명령으로 해병 1사단은 당일부터 5연대를 주공으로 포위기동의 북쪽 날개로써 미 8군을 포위하고 있던 중공군을 격퇴하고 미 8군과 함께 낭림산맥 서쪽으로 공격할 예정이었으나 계획과 달리 포위작전의 방어부대인 미 8군이 중공군의 공격으로 후퇴하기 시작하였다. 중공군은 9병단 8개 사단 약 60,000여 명의 병력을 장진호에 집결시켰다. 이중 3개 사단은 유담리에 대한 공격을 준비 중이었고 1개 사단(80사단)은 하갈우리 포위를 위해 해병 1사단의 우측 방어를 담당하고 있던 미 제7보병사단 제31연대전투단에 대한 공격을 준비 중이었다. 당일 연합군 병력은 해병과 해군위생병 13,500명과 육군 4,500명에 불과하였다.
- 중공군의 유담리 공격

27일 밤, 중공군 제79 및 제89사단은 유담리에 대하여 공격을 개시하고 이 공격으로 인해 미국 제1해병사단 7연대 E중대와 중공군 제 79사단 235연대가 서로 막대한 피해를 입었다.
- 중공군의 31연대전투단(일명: Task Force Maclean)에 대한 공격

27일 밤 11시경부터 중공군의 공격이 시작되었지만 장진호 동안에 산재해 있던 연대 산하 3개대대는 유무선 통신이 전혀 연결되지 않았아 제각기 중공군과 맞서야 했으며 해병대와 서로 협조가 되지 않은 상태였다. 이 공격으로 32연대 1대대, 후동 지휘소의 제31연대 전차중대, 제31연대 3대대, 그리고 제57야전포병대대가 큰 피해를 당했다.

#### 11월 28일
중공군은 27일 밤부터 28일까지 미 해병 16개 소총중대 가운데 3개 중대를 격멸하고 많은 고지를 탈취하였다. 이틀에 걸친 공격으로 중공군은 3개 사단(79, 89, 59사단)이 미국 제1해병사단을 세 개의 조각으로 분산시켜 각 부대를 유담리, 하갈우리, 고토리로 각각을 고립시겼으며 부대 간의 연결도로도 차단하였다. 제5해병연대와 제7연대는 신속히 방어로 전환하여 병력을 절약해야 한다는 결론에 도달하여 해병 5연대 2대대는 오후부터 철수를 개시하여 밤8시에는 서남쪽 산으로 철수를 완료하고, 좌는 제7해병연대 3대대, 우는 제5해병연대 3대대와 연결하여 진지 편성을 마쳤으나 중공군 제58사단이 미 해병 1사단과 보병 7 사단의 사령부가 위치해있고 주요 보급기지 역할을 하고 있는 하갈우리를 포위하고 유담리, 고토리와의 연결을 차단하여 포위된 상태나 마찬가지였다. 한편, 이틀에 걸친 공격으로 중공군 제79, 89사단은 전력을 재편성중이어서 미 해병 5, 7연대에 대한 대규모 공격을 실시할 능력이 없었다.
- 극동사령부의 판단

에드워드 알몬드 미 제 10군단장은 이날 하갈우리의 미 사단사령부와 장진호 동안에 위치한 31연대전투단의 맥클린 대령을 방문하여 한반도 북부에 중공군 2개 사단은 존재하지 않으며 전날 공격한 부대는 패잔병들이므로 적에게 빼앗긴 고지를 탈환하고 북쪽을 향한 공격을 재개하라는 명령을 내렸다. 알몬드는 흥남으로 돌아오는 도중 동경에서 열리는 전쟁대책회의에 참석하라는 지시를 받았다. 이 회의에서도 10군단은 계속 진격해야 한다는 의견을 계속 피력하였으나 다음날 새벽에 끝난 회의에서 10군단은 함흥-흥남지역으로 병력을 집중하라는 지시를 받았다. 극동사령부도 중공군의 개입을 워싱턴에 보고하였고 워싱턴도 공세에서 수세로 전환하려는 맥아더 사령부의 계획을 승인하였다. 연합군 사령부 일부는 미 8군이 계속 후퇴함에 따라 흥남에서 미 10군단을 철수시키는 계획을 수립하기 시작했다.

#### 11월 29일
- 31연대전투단의[58]

27일부터 공격을 시작한 중공군은 28일 자정무렵부터 중공군 80사단의 예하 부대로 새로운 공격을 개시하였다. 이 전투로 연대장이 포로로 잡혀 전사하였고 페이스 중령이 새로운 지휘관이 되었다. 10군단은 이른 아침에 해병 1사단 스미스 소장에게 해병 1개 연대를 유담리에서 하갈우리로 이동시켜 페이스 부대를 구출하고 하갈우리-고토리 간의 도로를 개통하라는 명령을 내렸다. 그리고 오후 8시 27분 기준으로 장진호 지역의 모든 병력은 스미스 소장의 작전통제하에 두게 하였다. 미 7 보병사단 부사단장이 헨리 호즈 준장도 스미스 소장에게 구조요청을 보냈지만 제5, 제7 해병연대는 중공군 3개 사단에 의해 유담리에서 포위 고립되어 있었으며 하갈우리에는 고토리까지의 주보급로를 개통할 병력은 물론 하갈우리 방어에도 병력이 부족하였다. 알몬드 장군은 아직 장진호의 전황을 정확히 파악하지 못하고 있었다. 스미스 소장은 호즈 준장에게 페이스 특수임부부대는 병력을 모아 하갈우리로 집결하라는 명령을 내렸다.

### 하갈우리 방어작전

#### 11월 28일
하갈우리 방어는 제1해병연대 3대대가 맡고 있었다. 하갈우리에는 육군, 해군, 해병대, 한국군 등 58개 부대 3,913명이 있었는데 대부분이 10명 이하로 구성된 선발대나 파견대였기 때문에 통합 지휘가 필요하여 이날 오후 3시 경에 3대대장이던 리지 중령이 하갈우리지역 방어작전의 통합지휘관으로 임명되었다. 하갈우리 방어 전면은 약 2,200m였다. 하갈우리 방어를 위해 제11포병연대의 2대대 D포대가 지원하였다.
- 남서면 전투는 H중대와 I중대가 중요 전면을 담당하고 있었다. 밤 10시부터 시작된 공격으로 0시 경에는 중공군 172연대가 H중대 전면을 돌파하였고 사단장 숙소에까지 기관총 사격을 퍼부었다. 0시 30분경에 공병과 운전병으로 편성된 약 50명의 예비대가 역습을 감행하여 일부지역을 회복하고 저지진지를 점령했다. I중대는 진지강화를 한 덕분에 돌파는 당하지 않았고 아침6시 30분에 주저항선을 회복했다.[60]
- 동부고지(이스트 힐)전투는 제1해병연대 G중대는 방어할 예정이었으나 고토리에서 하갈우리로 들어가다가 중공군의 강력한 공격 때문에 좌절되었다. 제10전투공병대대 D중대[61]를 주축으로 방어를 하였으나 29일 새벽2시부터 시작된 공격으로 미 제10군단 사령부 경계부대인 한국군 1개 소대를 돌파한 뒤 중공군은 하갈우리 방어진지 관측이 가능한 동부고지에 견고한 진지를 구축하였다.[62] 포병과 박격포를 동원한 화력 지원으로 중공군의 공격을 막아내었으며 이 전투 와중에도 방어진지 내에서는 활주로 공사가 계속되고 되었다.

#### 11월 29일
하갈우리는 2개 중대 병력의 규모가 방어하고 있었으며 동부고지는 3개 소대가 겨우 진지를 유지하면서 중공군과 대치중이었다.
- 죽음의 계곡

하갈우리 방어를 위해 오전9시 45분, 전차 29대와 일반 차량 141대 등 다수의 차량을 보유한 드라이스데일 특수임무부대가 남쪽 고토리로부터 북쪽 하갈우리를 향해 진격을 개시했다. 매복 중인 중공군 제 58사단의 강력한 저항으로 부대는 공격개시 후 4시간 동안 겨우 4km밖에 전진할 수 없었다. 오후 1시 50분, 눈보라와 강풍의 악천후 속에서 부대는 F4U 코르세어기 2대의 엄호 하에 전차부대를 선두로 공격을 재개했다. 오후4시 15분, 부대는 고토리 북방 6.5km지점에서 도로 유실과 노면 상의 탄흔 등의 장애로 더 이상 전진할 수 없었다. 부대장은 스미드 사단장에게 보고하였으나 증원군없이는 하갈우리 방어가 불가능하다고 판단한 스미스 사단장은 전진을 계속하라고 명령했다. 극심한 전투 속에 드라이스데일 중령과 부관이 부상을 당했고 종대 중반에 위치한 탄약차량이 공격을 받았다. 이 화재로 인하여 도로가 폐쇄되었고 부대의 절반 가량이 후방에 고립되었다. 고립된 후방부대는 영국 코만도부대원 일부, 제31연대 B중대의 대부분, 그리고 사단 사령부 및 보급정비부대의 주력이었다. 최고 선임자인 사단 군수참모 보좌관인 아더 챠이데스타 중령이 차량종대에게 고토리로 돌아갈 것을 명령했으나 고토리에서 가장 가까운 곳에 있던 그룹의 전차와 트럭을 제외하고는 4개의 그룹으로 분산되어 방어진지를 구축해야 했다. 다행히 후방 2개 그룹은 다음날 새벽 2시 30분 경에 고토리로 귀환하였으나 전방의 2개 그룹은 중공군에 항복하였다. 선두 부대는 후속부대가 포위된 지 모르고 계속 전진하여 29일 저녁7시 15분 하갈우리에 도착하였다. 하갈우리에 약 300명의 보병과 100명의 전차병이 증강됨으로써 어느 정도 안정을 찾을 수 있었으나 드라이스델 특수임무부대는 전투력의 3분의 1을 상실하는 큰 피해를 입었다. 이날은 드라이스데일부대가 하갈우리 남쪽에서 교전한 것 외에 큰 전투는 없었으며 중공군 제58, 제59사단의 일부가 다음날인 30일의 하갈우리 공격을 준비하고 있었다.

#### 11월 30일
오전 8시에 미군이 소대와 배속된 공병 2개 소대로써 중공군이 점령한 동부고지를 공격했지만 큰 성과를 얻지 못하였다. 밤 0시부터는 중공군이 전날보다 강력한 화력과 인원으로 남쪽의 I중대정면과 동부고지의 G중대 정면을 공격하였다. I중대는 비행장을 직접 방어하고 있었기 때문에 지뢰, 철조망, 조밀한 화망 구성으로 가장 강력한 방어진지를 구축하고 있어 많은 사상자를 내고 후퇴하였다. 동부고지에 위치한 G중대는 중공군의 공격으로 중대장이 부상당하였으나 12월 1일 새벽에 영국 코만도부대를 동부고지에 투입하여 역습을 감행 아침 9시경에는 전날의 진지를 회복하였다. 11월 28일부터 시작된 하갈우리 공격으로 양측은 미군 전사상자 315명, 중공군 전사상자 8,500여 명 가량으로 추정된다.

### 포위망 탈출

#### 11월 30일
장진호 서쪽의 160km 지점에서는 미 8군단 보병 제2 사단이 괴멸에 가까운 타격을 입고 후퇴하고 있었다. 미 8군단의 퇴각과 미 해병사단의 위기로 인해 트루먼 대통령은 맥아더가 원자폭탄을 쓸 수 있게 허락할 수도 있다고 말하였다. 새로운 전황보고를 받은 10군단은 이날 오후 7시 30분 군단을 함흥-흥남지역으로 집결하고 제1해병사단은 먼저 하갈우리-수동간의 도로를 확보하면서 하갈우리로 집결하라는 명령을 내렸다. 이에 사단은 제5해병연대가 유담리 방어를 담당하고 제7 해병연대는 하갈우리까지의 도로를 개통하라는 명령을 내렸다. 해병 7연대와 5연대는 하갈우리로의 철수를 위해 병력을 재 배치하였다.

#### 12월 1일
이날 아침, 미 해병사단은 제5해병연대 3대대를 전위부대로해서 제 5, 7 해병연대를 유담리-하갈우리 간의 도로를 경유하여 신속하게 하갈우리로 전진하도록 명령하였다. 오전 8시부터 해병 5연대 3대대를 시작으로 철수를 시작하였다.
- 전위부대

오전 9시에는 해병 7 연대 3대대는 도로상의 주력부대가 1542고지의 동쪽을 통과할 때까지 엄호하기 위해 1419고지, 1542고지에 대한 공격을 개시하였으나 정상을 정복하지 못하고 그 동쪽 경사면에 진지를 구축하였다. 중공군 제79사단 235연대의 4개 대대도 이날 아침부터 다음 날 새벽에 걸쳐서 1542고지의 동쪽 경사면의 제7해병연대 3대대에 대하여 공격을 가했다. 이 공격으로 G와I중대의 병력은 200명 남짓으로 줄어 들었다. 중공군은 12월 1일 심야부터 새벽까지 철수 부대와 전위부대인 제5해병연대 3연대에 대해서도 맹렬한 공격을 가해 I중대의 병력이 20명 밖에 남지 않을 정도로 타격을 주었다.
- 측위부대

제5 해병연대 1대대가 북쪽을 향해 진지를 점령하고 유담리분지와 장진호로부터의 공격에 대비하고 있었다. 밤 9시 경부터 중공군 소수병력에 의한 침투는 밤새도록 지속되었다. 대대는 2일 정오가 지나서 진지를 철수하여 주력종대의 좌측방을 엄호하는 임무를 맡았다. 제7해병연대 1대대는 영하 31도의 혹한과 적설을 뚫고 밤 9시에 1419고지로 출발했다. 이때, 1대대는 미군으로는 드물게 야간 산악행군을 감행하여 중공군의 저항을 받지 않았다.제 1대대는 1520고지 동쪽 경사면에서 중공군 약 1개 소대를 격멸하고 12월 2일 새벽 3시 경에 재편성을 완료하였다. 부대를 정지 시키자마자 피로에 지친 병들은 그대로 눈 위에 쓰러져 추위도 적탄도 아랑곳 없이 잠을 자려고 하여 장교와 부사관들은 이들을 깨우느라 정신이 없었다. 하갈우리의 야전활주로가 완성되어 부상자에 대한 후송이 이루어지기 시작했다.
- 페이스 특수임무부대

중공군은 12월 1일 자정무렵부터 공격을 개시하여 31연대 3대대의 방어선을 돌파하였다. 오전 9시 경에 가진 연대 참모들과의 회의에서 페이스 중령은 약 30대의 트럭과 3,000여 명의 병력을 하갈우리로 철수시키기로 결심하고 제 1해병단의 근접항공지원에 맞춰 오후 1시 경에 바탕으로 하갈우리로 출발하였다. 출발과 동시에 도로 양편에 위치한 중공군은 사격을 받았고 항공지원을 한 코르세어기가 네이팜탄을 너무 빨리 터트려 아군 행렬 내에서 폭발하였다. 이로 인해 부대의 전술적 통제가 무너졌고 퇴각 도중에 밤이 되어 항공지원이 끊기자 페이스 중령을 포함한 부대원 대부분이 사살당했다. 육군이 아닌 해병 전방 항공통제관인 스탬포드 대위가 남은 병력 1,000여 명을 인솔하여 하갈우리에 간신히 도착하였다.

#### 12월 2일
새벽 6시경, 해병 7연대 1대대는 5일동안 고립되어 있던 F중대 구출을 위해 1653고지(덕동산)에 대한 공격을 개시하여 F중대와 합류에 성공하였다. F중대는 5일동안 전사 26명, 실종 3명, 부상 89명의 총 118명의 사상자가 발생했다. 중대 장교의 7명 중 6명이 부상을 입었고 병 전원이 동상과 설사로 고통을 겪고 있었다.
- 후위 부대

해병 5연대 2대대는 1276고지를 중심으로 방어진지를 편성하고 주력이 통과한 후에는 그 후위가 되는 임무를 맡고 있었다. 이날 0시경부터 중공군은 1276고지에 대한 공격을 개시했다. 해병 좌측 1개 소대가 포위되기도 했으나 전투기의 야간 근접지원으로 정오까지 중공군과 능선 쟁탈전을 되풀이하면서 차량종대의 통과를 엄호했다. 이후 대대는 코르세어 전폭기의 엄호를 받으면서 후위로 출발했다.
- 차량종대

도로를 통해 후퇴하는 부대는 해병포병은 3개 대대(제1, 3, 4대대)로서 합계 48문, 차량 400~500대였다. 중공군은 주요 고지를 점령한 미군과 미 항공단의 공중지원으로 도로 주변에서 소규모 공격에 주력하였다. 이날 밤에도 포병 제3대대를 공격하여 105mm포 1문과 차량 여러 대를 파괴했다.

#### 12월 3일
전선에 눈이 내려 약 13cm의 적설량을 기록하였다. 이날 아침 해병 7연대 1대대는 덕동고개의 동쪽 고지에 위치한 중공군 1개 대대를 공격하여 오전 10시 30분 경에 진지를 점령하였다. 오후1시, 해병 5연대 3대대는 덕동고개에 도착하여 해병 7연대 1대대와 합류했다. 11월 30일부터 시작된 작전으로 전위대대는 약 56%의 병력을 손실했다. 덕동고개에서 하갈우리까지는 항공지원단의 엄호를 받으며 해병 7연대 1대대를 선두로 하여 철수하였다. 저녁 8시 경에 선두부대가 하갈우리에 도착하였다.

#### 12월 4일
맨 후위인 해병 7연대 3대대가 하갈우리진지에 도착 완료한 것은 이날 오후 2시 경이었다. 해병대가 유담리에서 하갈우리까지 약 22km를 돌파하는데 선두는 59시간, 최후미는 77시간이 소요되었다. 한 시간에 약 286m 내지 370m, 즉 1km를 전진하는데 평균 2시간 40분에서 3시간 30분이 걸린 셈이 된다. 부상자는 약 1,500명(이중 약 600명은 중상자였다)이었는데 한명도 남기지 않고 전원 후송했으며 그 중 3분의 1은 비전투 손실로서 주로 동상환자였다. 155mm야포 9문과 골짜기에 굴러 떨어진 지프차 몇 대를 제외하고는 거의 모든 장비를 철수 시킬 수 있었다. 한편, 같은 날인 12월 4일 대한민국 국군이 조선민주주의인민공화국의 수도였던 평양에서 철수했다.

#### 12월 5일

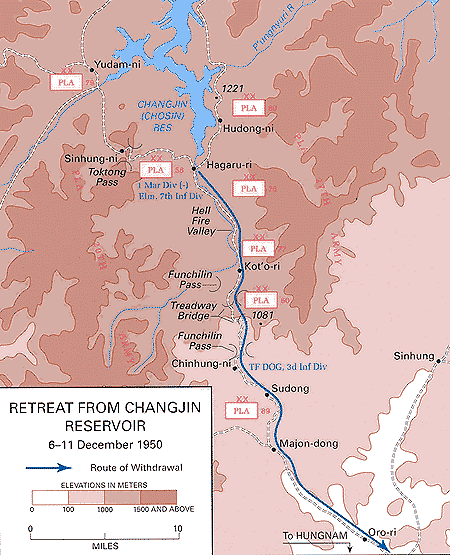
장진호에서 흥남으로 향하는 후퇴로

하갈우리에서는 1일부터 이날 밤까지 약 4,000여 명의 부상자가 일본으로 후송되었다. 서부전선의 미 제8군은 평양-원산간의 방어선 형성이 불가능하여 이날 평양에서 철수하였다.

#### 12월 6일
이날 오후 2시 40분 경 하갈우리 통신 중계설비가 해체되었다. 오후 6시에는 야전활주로가 폐쇄되었다. 그때까지 4,312명이 후송되었으며 시신 173구도 함께 후송되었다.
미 수송기를 통해 보급품을 지원받은 미국 제1해병사단은 차량 1,000대를 이용해 중공군 9병단의 포위망을 뚫고 하갈우리에서 고토리로 후퇴하였다. 그리고 대한민국이 12월 4일에 가장 마지막으로 후퇴함으로써, 조선민주주의인민공화국이 수도 평양을 수복하였다.

#### 12월 7일
자정 무렵에 1만여 명의 병력과 1천대 이상의 차량이 하갈우리를 빠져나와 약 40시간 만에 고토리에 모두 도착하였다.

#### 12월 9일
미 10군단은 모든 유엔군은 흥남지역으로 철수하라는 작전명령을 하달하였다.

#### 12월 10일

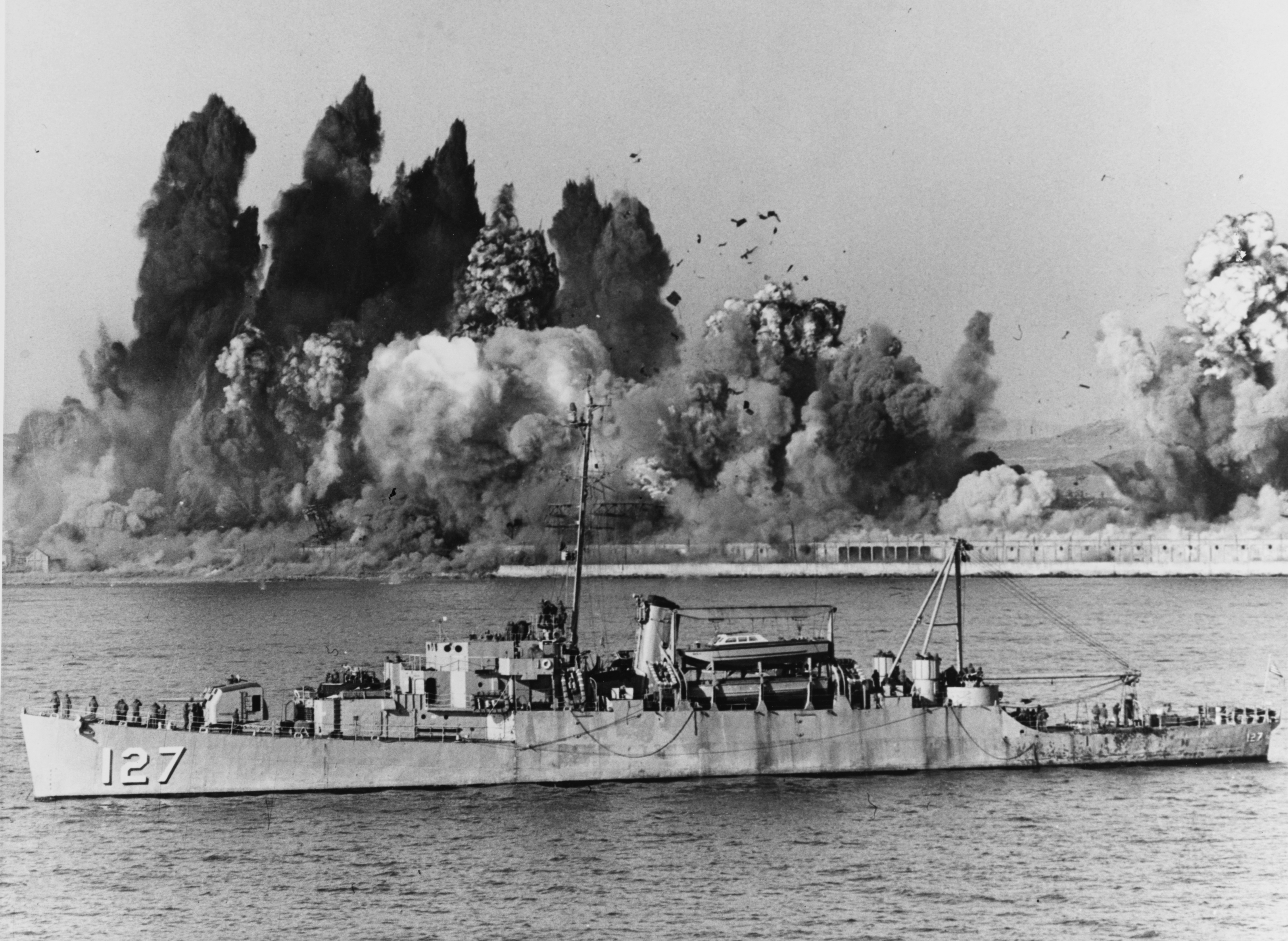
USS Begor호가 흥남부두 폭파를 지켜보고 있다.

오전 6시, 미국 제1해병사단의 행군 행렬이 함흥에 도착하기 시작했고 12월 11일 저녁 최종부대가 함흥에 도착했다. 함흥의 흥남구역에 위치한 흥남항에서는 14일부터 24일까지 유엔군 12만명과 피난민 10만명이 해상으로 철수하였다.

### 피해 및 전투 환경
- 11월 27일부터 12월 11일까지 미국 제1해병사단은 전사상자 3,637명 비전투전사상자 3,657명을 기록했고 비전투사상자 대부분은 동상환자였다.[84] 중공군 9병단은 장진호 전투로 무력화되었는데 10월 15일부터 12월 15일까지 전사 25,000명, 부상 12,500명에 가까운 사상자가 발생했다.[85]
- 양쪽 군대 모두 절반 이상 심한 동상에 걸렸다. 당시 개마고원 장진호 일대는 고도 1,000m의 산악지형으로서, 낮기온 영하 20도, 밤기온 영하 32도였다.
- 당시의 혹독한 추위로 인해 중기관충은 반드시 부동액을 채워야 했고 경기관총은 불발을 방지하기 위해 목표가 있건 없건 주기적으로 사격을 해야 했다. M1 소총은 윤활유가 얼어붙는 것을 방지하기 위해 엷게 발라야만 했다. 공중에서 투여되는 보급품도 땅 표면에 부딪혀서 깨지는 바람에 탄약의 경우는 25% 정도만이 사용 가능한 상태였다. 차량도 일정간격으로 가동을 시켜주지 않으면 시동이 걸리지 않았다. 땅 표면도 두껍게 얼어있어 참호를 파거나 축성을 하는 일은 극심한 노동이었다. 가장 큰 문제는 동상 방지였는데 전투나 작업 후에 땀을 흘리고 나면 발과 발싸개 사이에 얇은 얼음막이 생겨 양말을 갈아신지 않을 경우 대부분 동상에 걸렸다. 부상자를 위한 수혈관이나 모르핀도 얼어버려 사용이 어려웠으며 부상자를 위한 붕대로 함부로 갈 수 없었다.[86] 전투식량도 일일이 녹여 먹을 수 없어서 얼음조각이 있는 상태로 먹었기 때문에 전투 기간 내내 병들은 심한 장염과 설사에 시달렸다. 계속되는 전투로 침낭에 들어가 잠을 자는 것도 거의 불가능했는데 적의 기습에 대비해서 침낭 속에 잘 때에도 지퍼를 잠그는 것은 금지되어 있었다.
- 미 해병대는 전사한 전우의 명예를 생각해서 죽음을 무릅쓰고 부상자와 시신을 회수하는 전통이 있다. 동료 전사자의 시신을 거두기 위해 또다른 사상자가 발생하기도 하였다.[87]
- 당시 전시에 동원된 중공군 사단은 6,500명에서 8,000명으로 구성되어 있었고 포병은 미군의 공습 때문에 대부분 후방에 둔 채 투입되었다. 당시 중공군 9병단의 임무는 서부전선에서 미 8군단과 대치 중인 제 13병단의 측면을 방어하는 것과 장진호 부근의 미 10군단을 공격하는 것이었다. 중공군은 11월 초 미국 제1기병사단과의 전투 이후에 미군 보병은 보급이 끊기면 전투의지가 약화되고 후방과 연결이 차단되면 후퇴하며 야간 공격에 취약하다고 분석하였다.

## 기타

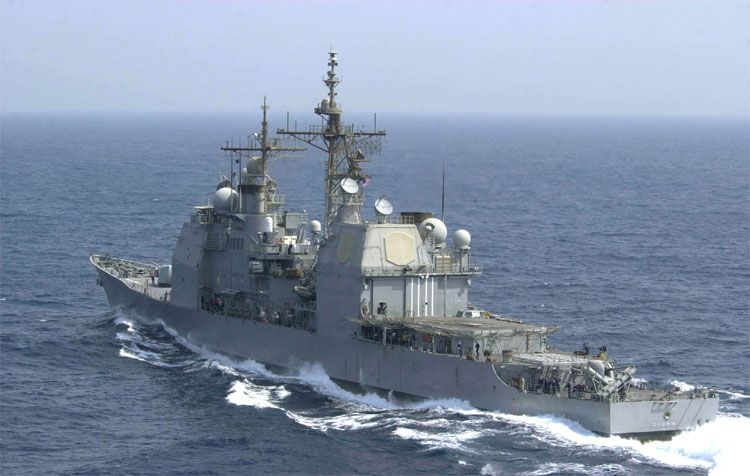
장진호(Chosin) 전투의 이름을 붙인 타이콘데로가급 이지스 순양함 CG-65 USS Chosin

- USS 초신 : 장진(長津)을 일본 발음으로 하면 초신이다. 한국 전쟁 당시의 지도에는 일본 발음으로 만들어진 군사 지도밖에 없었으므로 장진호 전투를 Battle of Chosin으로 불렀으며 USS Chosin은 이 전투명에서 유래한다. 타이콘데로가급 이지스 순양함의 이름으로 사용되었다. 미 7함대 소속이다.
- Chosin Few : 장진호 전투의 생존자 모임. 1983년에 발족되었다. "장진호 전투에서 살아남은 몇 안되는 전우"라는 뜻이다.
  - 초신 퓨(Chosin Few)가 조직한 "장진호 전투 동상 위원회"의 노력으로, 장진호 전투의 생존용사 가운데 4,000여 명이 47년 만인 1997년에, 비로소 미국 원호청의 동상 후유증 보상을 받게 되었다. 그동안 동상 후유증은 보상 대상에 포함되지 않았다.[88]
- 미국에서 출간된 한국전쟁에 관한 다수의 책 가운데는 반드시 장진호(Chosin Reservoir) 전투가 상세하게 설명되어 있다. 심지어 장진호 전투 자체에 관한 단행본만도 3권이나 된다.[89]
- 미국의 조지 W. 부시 대통령은 다음과 같이 이 전투와 미국 해병대를 칭송했다.

| “ | 한국전 당시 미국 제1해병사단은 북한의 장진호 부근에서 중공군 10개 사단에 포위됐지만 적의 7개 사단을 격파하는 대승을 거둬 해병대의 위대한 전통을 세웠다. (2004년 12월 7일, 진주만 피습 63주년 기념, 미국 부시 대통령의 미국 제1해병사단 방문 연설) | ” |

## 대중매체

### 영화
- Retreat, Hell! (1952년 미국 영화)
- 장진호 (2021년 중국 영화)
- 디보션 (2022년 미국 영화)

### 서적
- 《브레이크 아웃 : 1950 겨울, 장진호 전투》, 마틴 러스(Martin Russ) 저, 임상균 역, 나남출판, ISBN 978-89-300-8026-2
  - 2001년 미국에서 출간돼 한국전쟁 관련 책 중에서 가장 큰 반향을 일으킨 책이다.[90] 원제목은 《Breakout: The Chosin Reservoir Campaign, Korea 1950》(Penguin Books, 1999)
- 《피의 낙동강 얼어붙은 장진호: 한국전쟁과 미 해병대》, 앤드루 기어(Andrew C. Geer), 정우사
  - 미 해병대의 전사를 다룬 책으로 미국 제1해병사단의 한국전 참전 기록이다. 원제목은 《New Breed》(Harper & Brothers, New York, 1952) 출간 당시 한국의 정확한 지명확인에 어려움이 있어 지명 표기에는 일부 불명확한 부분이 있다.
- 《콜디스트 윈터 - 한국전쟁의 감추어진 역사》, 데이비드 핼버스탬, 이은진, 정윤미 역, 살림, ISBN 978-89-522-1155-2
  - 압록강 근방에서 중공군이 대규모로 개입하고 그 결과 더글러스 맥아더와 연합군이 급작스럽게 패퇴했던 과정을 묘사
- 《그들이 본 한국전쟁 1 - 항미원조 - 중국인민지원군》 중국 해방군화보사 (지은이), 노동환 (옮긴이) | 눈빛 ISBN 978-89-7409-156-9
- 《그들이 본 한국전쟁 2 - 미군과 유엔군 1945-1950》원제 Pictorial History of the Korean War (1951) 미해외참전용사협회 (지은이), 박동찬, 이주영 (옮긴이) | 눈빛, ISBN 978-89-7409-158-3
- 장편소설 《얼어붙은 장진호》, 고산 고정일 저, 동서문화사, ISBN 978-89-497-0539-2
- 장편소설 《불과 얼음-장진호 혹한 17일》[91][92], 고산 고정일 저, 동서문화사, ISBN 978-89-497-0668-9
  - 불과 얼음은 2007년에 나온 "얼어붙은 장진호"를 전면 개작한 소설이다.

## 참고자료
- 6·25 장진호 전투 ‘신화’ 美 로런스 前 해병대 준장 별세 동아일보 2006.09.27
- 전설로 남은 세계3대 동계 장진호전투, Arirang TV, 2015년

### 내용주
1. ↑  제1해병사단이 604명의 사망, 114명의 부상으로 인한 사망, 192명의 실종, 3,485명의 부상, 7,338명의 비전투 손실을 보고했다. 하지만 미국 제10군단은 393명의 사망자와 2,152명의 부상, 그리고 76명의 실종만을 보고 있다. 이 수치는 제1해병사단의 손실치를 제10군단의 손실치와 합친 것이다. Appleman 1990, 345–347쪽와 Montross & Canzona 1992, 381–382쪽를 참고하라.
2. ↑  이 수치는 제9병단을 재건하기 위해 요청된 병력 수로 전투에 참여하지 않은 인원까지 포함한다. Roe 2000, 394쪽를 참조하라.
3. ↑  공식 중국 자료들은 이 전투를 제2차 전역동선(第二次战役东线)이라고 부른다. 서부 전선은 청천강 전투였다.
4. ↑  중국 군사명명법에서, 군은 군단을 의미하며 집단군은 야전군을 의미한다.
5. ↑  중국군은 1950년대 계급이 없었다.
6. ↑  신흥리 마을은 유담리 남쪽에 위치한 장진호 서부의 진흥리와 헷갈릴 수 있다. 두 지명은 영어판 위키백과에서 같은 것으로 표현된다. 자세한 것은 Appleman 1990, 30, 32, 221, 376쪽.를 참조하라

### 참고주
1. ↑  Appleman 1990, 37쪽.
2. 1 2 3  Appleman 1990, 24쪽.
3. ↑  Xue & Li Part One 2000.
4. 1 2  叶 2007, 259쪽.
5. ↑  Appleman 1990, 345, 347쪽.
6. ↑  Appleman 1990, 348쪽.
7. 1 2  Xue & Li Part Four 2000.
8. ↑  Roe 2000, 394쪽.
9. ↑  “Battle of the Chosin Reservoir - Korean War”. 《britannica.com》. 2017년 8월 9일에 확인함.
10. ↑  McMurran, Marshall William (2008). 《AN UNNECESSARY WAR》. Xlibris Corporation. ISBN 1462810640. The Japanese built the reservoir and named it Choshin. The proper Korean name is Changjin. The most popular alternative spelling is the one given here. It was on most of the tactical maps of the time.
11. ↑  《Down in the weeds : close air support in Korea》. DIANE Publishing. ISBN 1428990178. Fighting around the Choshin Reservoir*... *This was the Japanese name for the reservoir. American also rendered it as Chosin or Chosen. The proper Korean name is Changjin.
12. ↑  Millett, Allan R. (2009). “Korean War”. Encyclopædia Britannica. 2008년 12월 29일에 원본 문서에서 보존된 문서. 2009년 2월 4일에 확인함..
13. ↑  Alexander 1986, 312쪽.
14. 1 2  Appleman 1990, 3쪽.
15. ↑  Roe 2000, 101–107쪽.
16. ↑  Roe 2000, 145, 148–149쪽.
17. ↑  Guang 2007, 46쪽.
18. ↑  Appleman 1990, 5쪽.
19. ↑  Appleman 1990, 7쪽.
20. 1 2  Guang 2007, 47쪽.
21. 1 2  Appleman 1990, 8쪽.
22. ↑  Appleman 1989, 24, 33쪽.
23. ↑  Mossman 1990, 48쪽.
24. ↑  Appleman 1990, 11쪽.
25. ↑  Appleman 1990, 14쪽.
26. ↑  Roe, Patrick C. (August 1996). “The Chinese Failure at Chosin”. Dallas, TX: Korean War Project. 2010년 1월 22일에 확인함.
27. ↑  Guang 2007, 47–48쪽.
28. ↑  Appleman 1990, 21쪽.
29. ↑  Appleman 1990, 35쪽.
30. ↑  Russ 1999, 65쪽.
31. ↑  Tucker et al. 2000, 108쪽.
32. ↑  Appleman 1990, 32쪽.
33. ↑  Appleman 1990, 29쪽.
34. 1 2  Appleman 1990, 28–31쪽.
35. ↑  Appleman 1990, 25쪽.
36. ↑  Appleman 1990, xi쪽.
37. ↑  Duncan, James Carl (2013). 《Adventures of a Tennessean》. Author House. 190쪽. ISBN 9781481741576.
38. ↑  
Tilstra, Russell C. (2014). 《The Battle Rifle: Development and Use Since World War II》. McFarland. 192쪽. ISBN 9781476615646.
39. ↑  중공군 제 13병단 소속 제 124사단으로 파악했다. 피의 낙동강 얼어붙은 장진호 - 한국전쟁과 미 해병대 / 272쪽]
40. ↑  CIA / `Two Strategic Intelligence Mistakes in Korea, 1950' 2007년 4월 14일 보관됨 2011-05-24 - 웨이백 머신
41. ↑  브레이크아웃 86, 87쪽
42. ↑  그들이 본 한국전쟁 1 - 항미원조 - 중국인민지원군, 중국 해방군화보사 (지은이), 노동환 (옮긴이) | 눈빛, 14쪽, "마우쩌뚱은 1950년 10월 14일에 10월 19일에 참전하기로 결정하였다."
43. ↑  하갈우리는 장진호 남단에 위치한 작은 마을로 교통의 중심였다. 완만한 경사를 이루고 있는 구릉지대로 둘러싸인 분지로서 제1해병사단의 작전지역 내에서는 가장 평탄한 장소여서 11월 27일 이후로 미국 제1해병사단과 미 7 보병사단의 지휘소가 운영된 곳이다.
44. ↑  전쟁기념관 / `제2차 청천강지구 전투' 2004년 10월 18일[깨진 링크(과거 내용 찾기)]
45. ↑  맥클린 (Allen D. Maclean) 대령이 지휘하는 제31연대전투단(Regimental Combat Team)은  미 제7보병사단의 부사단장 헨리 하지(Henry Hodes)준장 지휘를 받고 있었다. 그러나 이 부대는 탄약, 연료, 전투식량, 그리고 동계피복 등도 제대로 갖추지 못한 상태에서 북진 명령을 수행하고 있었다. 또한 3,000명의 연대 병력 중 700명의 한국군 카투사도 포함되어 있었지만 논밭에서 일하던 농부를 징집하여 부대를 구성하여 전투력이 극히 미약했다.
46. ↑  브레이크아웃 174쪽
47. ↑  제235연대 1대대의 사상자는 약 400명. 미군측의 피해는 E중대가 총원 176명 중 사상자가 120명, 증원부대인 제5해병연대 A,C양 중대는 전사 15명, 부상 67명이었다. 이중에는 후송이 불가능하여 추위로 얼어죽은 자도 많았다. 브레이크아웃 225쪽
48. ↑  A중대장이 전사하여 급강하 폭격기 조종사 출신의 해병 전방 항공통제관인 스탬포드 중위가 중대장 임무를 수행하였다
49. ↑  22대 중 4대의 전차를 잃었다
50. ↑  대대장 부상
51. ↑  대대장 부상, 부대대장 전사
52. ↑  중공군 제136연대가 새벽부터 7연대가 지키고 있는 1240고지를 공격하여 오후에 고지를 점령하였다. 이 전투에서 제7해병연대 D중대원 대부분이 전사하거나 부상당하였고 증원 부대인 C중대의 제3소대는 약 반수가 전사또는 부상당했다.
53. ↑  유담리와 덕동고개를 지키고 있던 7연대 F중대는 이 공격으로 고립되었다. 당시 F중대는 유담리와 하갈우리를 잇는 유일한 보급로인 1차선 도로를 지키는 임무를 위해 27일 밤 덕동고개 부근으로 투입되었다. 이 도로를 잃을 경우 유담리의 2개 해병연대의 보급로는 차단될 위기였다.
54. ↑  제172연대가 남쪽, 제173연대가 동쪽, 그리고 제147연대를 예비부대로 야간 전투를 벌였다.
55. ↑  당시 군단장의 깨끗한 용모와 다림질이 잘 된 옷, 새 파카 등의 전투 상황과는 동떨어진 복장을 하고 나타났다. 브레이크 아웃 281쪽
56. ↑  브레이크아웃 285쪽
57. ↑  미 극동 지역 해군 사령부 C. 터너 조이 중장은 상륙작전사령관 도일 제독에게 철수 작전이 필요할 지 모른다는 경고를 했고 제독은 계획을 수립하기 시작했다.
58. ↑  맥클린 대령이 전사함에 따라 32연대 1대대장인 돈 페이스 중령이 새로운 지휘관이 되어 부대명칭이 맥클린 특수임무부대에서 페이스 특수임무부대로 바뀌었다.
59. ↑  미군과 전투 중인 중공군을 아군으로 착각하여 사격중지를 요청하다 포로로 잡혔다 나흘 뒤 사망한 것으로 알려졌다.
60. ↑  이 전투로 H중대는 16명 전사, 배속부대를 제외한 중대 부상자가 39명. I중대에서는 2명 전사, 16명이 부상당하였다.
61. ↑  중대장 필립 컬비스(Philip Kulbes)대위가 지휘. 미군 77명, 한국군 90명으로 편성되었으며 28일 12시에 고토리에서 하갈우리에 도착했다. 방어할 동부고지 진지에 도착한 것은 저녁 8시 30분이었으며 병들이 피로에 지쳐 대부분은 호를 파지 못하고 공격을 받았다.
62. ↑  제10전투공병대대 D중대는 부대원 77명 가운데 전사 10명, 부상 25명, 실종 9명의 피해를 당했으며 한국군은 90명 중 사상자 및 실종자가 50명이었다.
63. ↑  1전차대대 D중대(2개 전차소대), 제5해병연대 대전차중대의 전차소대(M26 퍼싱전차 17대), 제1해병연대 G중대(차량 22대), 영국 해병제41코만도(차량 31대), 미 육군 제31연대 B중대(차량 22대), 제1해병사단 사령부 본부대(차량 66대), 제1전차대대 B중대(2개 전차소대 M26퍼싱전차 12대).
64. ↑  부대장은 영국 해병 제41코만도부대를 지휘한 더글라스 드라이스데일(Douglas Drysdale)영국 해병 중령
65. ↑  부대장은 전제대를 엄호할 수 있도록 전차를 분산 배치하려 했지만 전차중대장 클라아크 대위의 강력한 반대로 전차부대를 선두에 세워 전진하기로 했다. 하지만 선두의 전차부대가 일일이 대응사격하느라 방어가 취약한 후방 차량들은 신속히 기동하지 못하고 계속 뒤쳐지게 되었다.
66. ↑  부대는 종대 배열로 선두에 제1전차대대 D중대(2개 전차소대)와 제5해병연대 대전차중대의 전차소대(M26 퍼싱전차 17대), 두 번째 제1해병연대 G중대(차량 22대), 세 번째 영국 해병제41코만도(차량 31대), 네 번째 미 육군 제31연대 B중대(차량 22대), 다섯 번째 제1해병사단 사령부 본부대(차량 66대), 여섯 번째 제1전차대대 B중대(2개 전차소대 M26퍼싱전차 12대)였으며 이 무렵 차량종대 후미의 전차대대 B중대는 겨우 고토리를 출발했다.
67. ↑  영국 제41코만도부대 후미의 탄약차량에 박격포탄이 명중
68. ↑  화재가 발생한 탄약차량보다 전방에 있는 부대(선두의 D전차중대, G중대, 제41코만도부대 병력의 4분의3)와 후방부대가 분리.
69. ↑  별다른 피해없이 밤9시가 지나서 고토리 방어진지에 도착.
70. ↑  새벽4시 30분경, 중공군은 중상자를 고토리로 보내는 것을 허가하는 조건으로 항복을 요구해왔다. 맥롤린 소령은 항공지원이 가능한 여명까지 시간을 벌 목적으로 교섭을 끌다 결국 항복하기로 결정했다. 중공군은 약속과는 달리 중상자들을 고토리로 후송하지 못하도록 막았다. 중공군이 전리품을 챙기는 동안 일부 병은 탈출하였다.
71. ↑  병력 중 대략 150명 전사하였고 150명이 부상이나 포로가 되었다. 141대의 차량 중 74대가 파괴되었다.
72. ↑  I중대의 피해는 전사 2명, 부상 10명이었는 데 비해 중공군은 전사자만 500~700명으로 추측된다.
73. ↑  평양남도 군우리와 숙천 사이의 도로에서 미 보병 2사단은 중공군의 공격으로 사단장(로렌스 카이저 소장)이 휘하 연대장에게 비공식적 대피명령을 내렸고 이날 오전에만 3,000여명의 병력을 잃었다. 브레이크아웃 355쪽
74. ↑  11월 30일 기자회견. "원자폭탄도 우리가 보유하고 있는 무기들 중의 하나입니다."
75. ↑  미 제10군단에 배속된 에드워드 포니 해병대령이 고토리에서 본 장진호의 전황을 군단장에게 보고하였고 충격을 받은 알몬드는 하갈우리에서 군단 회의를 개최하였다.
76. ↑  23km
77. ↑  이 명령에는 철수 도중에 덕동계곡에 고립된 F중대를 구출하라는 명령도 포함되어 있었다.
78. ↑  중공군은 일반적으로 미군은 주간에 도로를 따라 행군한다고 믿고 있었다.
79. ↑  칼러로 보는 한국전쟁 CD2
80. ↑  덕동고개는 하갈우리로부터 11km정도 떨어져 있었다.
81. ↑  일자별 손실 병력은 12월 1일 437명, 2일 394명, 3일 256명, 4일에는 194명이었다.
82. ↑  당시 미국의 증원 가능한 병력으로서는 본토의 제82공수사단뿐이었다. 또한 당시 유럽에 주둔하고 있던 병력은 1개 보병사단과 3개 기갑연대뿐이었다. 한편 공산측의 병력으로는 1백만명 이상이 중공군 외에 극동에만 약 30개 사단의 소련군이 있었다. 또한 유럽정면에는 수백만명의 소련군이 배치되어 있었지만 프랑스, 영국 등에 주둔하고 있는 미 지상군은 극히 미약했다.
83. ↑  피의 낙동강 얼어붙은 장진호 - 한국전쟁과 미 해병대 / 446쪽
84. ↑  피의 낙동강 얼어붙은 장진호 - 한국전쟁과 미 해병대 / 450쪽. 브레이크아웃에서는 해병대에서 700명 이상의 전사자, 200명 가량의 실종자, 3,500여 명의 부상자가 발생했고 6,200명 이상의 비전투 사상자가 발생(대부분은 동상환자)했다고 기록하고 있다. 611쪽
85. ↑  브레이크아웃 611쪽
86. ↑  붕대를 갈기 위해 장갑을 벗으면 손이 바로 동상에 걸릴 위험에 있었다.
87. ↑  하갈우리에서 일본으로 후송된 전사자 유해도 있었는데 미 10군단 참모장은 시신후송을 반대하였으나 스미스 소장은 그 반대를 무시하였다.
88. ↑  6·25 장진호전투 참전 미군/동상 후유증 47년 만에 보상 한국일보 1997-04-08
89. ↑  포럼 정부가 외면한 납북자 문화일보 2002-09-23
90. ↑  책/브레이크 아웃/마틴 러스 지음 한국일보 2004-05-22
91. ↑  DailyNK 파워인터뷰 출판인 고정일 '장진호 전투' 대서사를 말하다
92. ↑  알라딘 "불과 얼음"